# Hamad I ibn Muhammad asz-Szarki
Hamad I ibn Muhammad asz-Szarki, (ur. 5 maja 1948) – emir Fudżajry od 1974, syn emira Muhammada ibn Hamad asz-Szarki.